# Rete filoviaria di Venezia Lido
La rete filoviaria di Venezia Lido in esercizio dal 1941 al 1966, serviva l'isola del Lido di Venezia.

## Storia
Il 31 dicembre 1940 cessava l'esercizio delle tranvie elettriche del Lido di Venezia, gestite dalla Compagnia Italiana Grandi Alberghi (CIGA). L'Azienda Comunale di Navigazione Interna Lagunare (ACNIL) rilevò tutto il materiale (demolito in gran parte) e istituì un servizio di autobus sostitutivi in attesa di inaugurare una rete filoviaria sostitutiva.
La rete, attivata il 29 giugno 1941, si componeva di sette linee, tutte con origine in piazza Santa Maria Elisabetta (punto di arrivo dei vaporetti), e da lì diramantesi per tutti i quartieri dell'isola.
La rete venne chiusa sul finire del 1966 in seguito ai gravi danni provocati dall'alluvione di Venezia del 4 novembre 1966, nello stesso giorno di quella ancora più devastante avvenuta a Firenze.

## Mezzi
| Numeri sociali | Costruzione | Radiazione | Telaio          | Carrozzeria      | Equipaggiamento elettrico | Note                                     |
| -------------- | ----------- | ---------- | --------------- | ---------------- | ------------------------- | ---------------------------------------- |
| 200-213        | 1941-1942   | 1966       | Alfa Romeo 85   | Stanga           | Ansaldo                   |                                          |
| 214            | 1943        | 1966       | Alfa Romeo 800  | Isotta Fraschini | TIBB                      |                                          |
| 215-218        | 1945-1946   | 1966       | Alfa Romeo 110  | SIAI-Marchetti   | Ansaldo                   |                                          |
| 80             | 1955        | 1966       | Fiat 2411       | Cansa            | Marelli                   | Trasferito nel 1965 dalla rete di Mestre |
| 86             | 1956        | 1966       | Fiat 2411       | Cansa            | CGE                       | Trasferito nel 1965 dalla rete di Mestre |
| 91             | 1958        | 1966       | Fiat 2411       | Cansa            | CGE                       | Trasferito nel 1965 dalla rete di Mestre |
| 229-230        | 1959        | 1966       | Alfa Romeo 1000 | Siccar           | Ansaldo-CGE               |                                          |
| 231            | 1961        | 1966       | Alfa Romeo 910  | AERFER           | Ansaldo                   |                                          |
| 232            | 1961        | 1966       | Alfa Romeo 910  | Pistoiesi        | CGE                       |                                          |